# Ao Guang
Ao Guang(敖广) es el Dragón Rey del Mar del Este en la mitología de China. Es el jefe de los cuatro Reyes Dragón. Padre de Ao Ping. Se manifestó en todo tipo de formas de animales y aves. En algunas tradiciones, referido ocasionalmente como Ao Kuang, Kuang-te, Lung Wang, Hung Sheng, Four Dragon Kings, Ao Ch'in, Ao Jun or Ao Shun. Se le considera un gran guerrero en su forma humana. 
Es el Dios Dragón del mar del este, el cual domina las tormentas y los mares con su gran golpe de garra, pero cierto es, que hierve de rabia por las continuas deshonras y desdenes que le acontecieron anteriormente.
Como uno de los cuatro Dioses Dragón, Ao Kuang reclama tributos a aquellos que viven en las costas orientales. Gracias a estos pagos, las mareas están en calma, los ríos se reprimen y las precipitaciones son abundantes para los cultivos. Sin embargo, no siempre ha sido así.

## Fengshen Yanyi(封神演義)
Un día, Nezha estaba jugando en un arroyo y sin querer sacudió el palacio de Ao Kuang haciendo que éste se estremeciera. El Dios Dragón, molesto, mandó a uno de sus centinelas favoritos para que matara al niño, pero Ne Zha, defendiéndose lo asesinó. Por este ultraje, el Dios Ao Kuang, furioso ordenó a su tercer hijo Ao Ping que fuera a matar a Ne Zha, pero éste lo remató también. Totalmente frustrado, Ao Kuang se dirigió exclusivamente a ver al padre de Ne Zha y lo amenazó con llevar el asunto ante el Emperador de Jade, pero Ne Zha se enfrentó al Dios Dragón y le obligó a someterse.

## Viaje al Oeste(西遊記)
Hace ya bastante tiempo, Ao Kuang se volvió codicioso y quería más sacrificios en su honor. Cuando no los recibía, enviaba grandes inundaciones, tremendos maremotos y devastadoras tormentas, causando pánico y un miedo de tal magnitud que la gente no se atrevía a informar de esta violencia al Emperador de Jade, por lo que Ao Kuang disfrutaba de su poder y control total. 
Hasta que entonces, Sun Wukong vino desde lejos hasta su palacio submarino en busca de un arma para su ya famoso viaje al oeste. A pesar de ofrecerle otras armas, Sun Wukong eligió el Ru Yi Bang (Ruyi Jingu Bang), un inmenso pilar que ayudaba a controlar las mareas. Nadie en todo el mundo creía que alguien pudiera levantar tal pilar, pero Sun Wukong lo hizo girar con gran facilidad y con una soltura innata en él. Como si esto no fuera suficientemente humillante, Sun Wukong exigió más regalos, como armaduras, yelmos o zapatos. Ao Kuang, maldiciendo y soltando injurias de todo tipo se vio obligado a regalárselos.

## Reyes Dragones de los cuatro mares
Un Rey Dragón es una deidad de la mitología china que está considerado comúnmente como gobernante divino de un océano o región en particular. Viven en el agua, tienen su propia corte real, pueden manipular el tiempo y son responsables de la lluvia.
Hay cuatro grandes Reyes Dragón, cada uno gobierna uno de los cuatro mares que corresponden a uno de los cuatro puntos cardinales. Aparecen en las novelas clásicas Fengshen Yanyi y Viaje al Oeste.
Los cuatro Reyes Dragón en Viaje al Oeste son:
- Ao Kuang (敖廣), Rey Dragón del Mar Este.
- Ao Qin (敖 欽), Rey Dragón del Mar del Sur.
- Ao Run (敖 閏), Rey Dragón del Mar del Oeste.
- Ao Shun (敖 順), Rey Dragón del Mar del Norte.

En conjunto, estos cuatro hermanos dragones controlan las aguas del mundo, así como la lluvia. Cada uno de ellos controla un mar. El gran emperador de Jade les decía dónde tenían que distribuir la lluvia. Además, durante las épocas de sequía e inundaciones, estos reyes dragones fueron buscados. Se cree, también, que son jefes de cuerpos de aguas móviles, como cascadas o ríos.
En la literatura china, los cuatro mares son una metáfora de las fronteras de China.

## El apellido Ao
El origen de su apellido, Ao (敖) sin embargo, parece confuso y no está muy claro, ya que los nombres de los Reyes del Dragón también varían según las historias en las cuales se presentan.
Ao es el mandarín Pinyin y Wade-Giles romanización del apellido chino escrito 敖 en caracteres chinos. Se romanizó como Ngo en cantonés. A partir de 2008, Ao es el apellido más común en China, compartido por 250.000 personas.

## Adoración al Rey Dragón
Hay varios templos dedicados al rey del Dragón en China. Durante la Dinastía Yuan (Dinastía Yuan) se construyó un templo en Pekín (Pekín) y más tarde se renovó en el siglo XXI temprano. El Palacio de Chaotian (朝天宮) de Beigang (Beigang, Yunlin), el condado de Yunlin (El condado de Yunlin) en Taiwán, se dedica a la diosa Mazu (Mazu (diosa)), las estatuas allí albergadas tienen forma humana para los cuatro Reyes del Dragón.